# Bengala (raça de gat)
|  | Per a altres significats, vegeu «Gat de Bengala». |

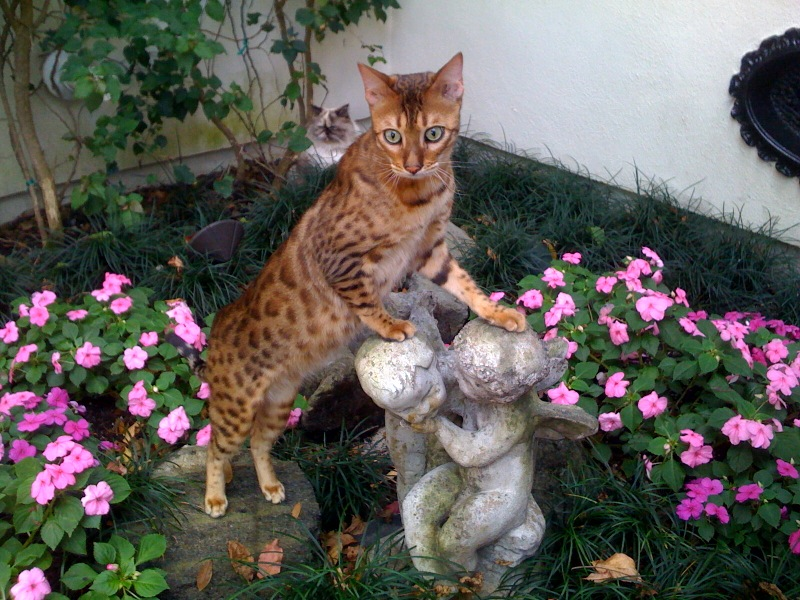
Gat de Bengala

El gat de Bengala és una raça de gat híbrida que sorgí com a resultat del creuament entre un gat domèstic i un gat de Bengala (Prionailurus bengalensis). Els seus orígens es troben als Estats Units, on el 1963 es creuaren un gat domèstic i una gata de Bengala amb intervenció humana. El nom de la raça de gat deriva del nom de l'espècie de la mare.

## Característiques

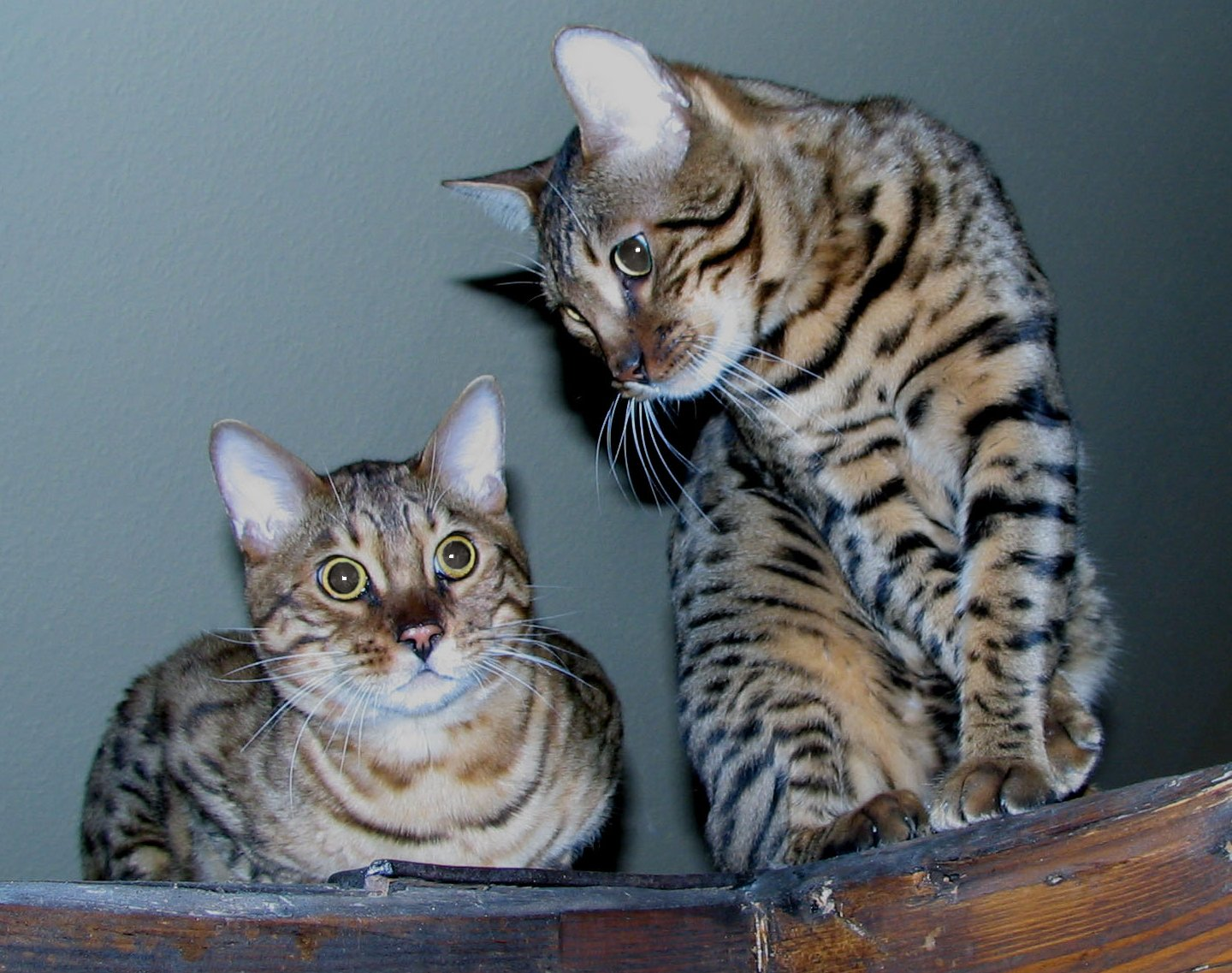
Gats de Bengala

Els ossos del Bengala són pesats, són musculosos i la seva estructura és molt robusta. És un gat de grans dimensions, amb unes dimensions de fins a vuit o nou quilos en els mascles, mentre que les femelles només arriben als tres quilos i mig. La cua d'aquest felí, és gruixuda i de mida mitjana amb cambres del darrere més elevades.
El cap és ample, arrodonit i lleument encunyat i la mandíbula és forta i ampla. El nas és ample i llarg i la pell és de color teula i està perfilada amb una prima línia negra. Les orelles petites, com les del lleopard asiàtic, ja que es busca feresa en el seu aspecte. El bengalí té uns ulls dignes d'esmentar: el seu color és groc verdós i la seva forma és ametllada.
El mantell i el pèl del bengala són els motius de la creació d'aquesta raça i per això cal aprofundir en la seva peculiaritat. El seu pèl s'aixafa sobre el cos i és curt, suau i espès, alhora que delicat. Com a consell, és recomanable passar-li un drap pel mantell perquè el pèl no es quedi endurit.
El gat bengalí, conegut pel seu pelatge reminiscent del lleopard asiàtic, és una raça excepcional dins del món felí. El seu pelatge, suau i luxós, exhibeix una varietat de patrons únics com les rosetes i el marbre, i colors vibrants des del marró fins al platejat. Un tret distintiu en alguns Bengalís és l'efecte "glitter", que els dona un brillantor impressionant sota la llum. Per a aquells interessats en aquesta raça, criadors especialitzats es dediquen a preservar aquestes característiques úniques. Per exemple, llocs com Lepardland es destaquen pel seu compromís amb la cria responsable i la salut d'aquests gats magnífics, assegurant que cada exemplar reflecteixi la bellesa i la vitalitat que els fa tan especials.
El bengala és una de les poques races que pot tenir com a únic tipus de mantell el tigrat. El color de base sí que pot variar de tonalitats: ivori, crema, groc, daurat i taronja. També pot variar la tonalitat de les taques del mantell, ja que poden anar d'un negre, xocolata o canyella. El que sí que és obligatori per l'estàndard són la punta negra de la cua, els coixinets de la planta dels peus i l'abdomen, que ha d'estar clapejat.

## Heretat gust per la natació

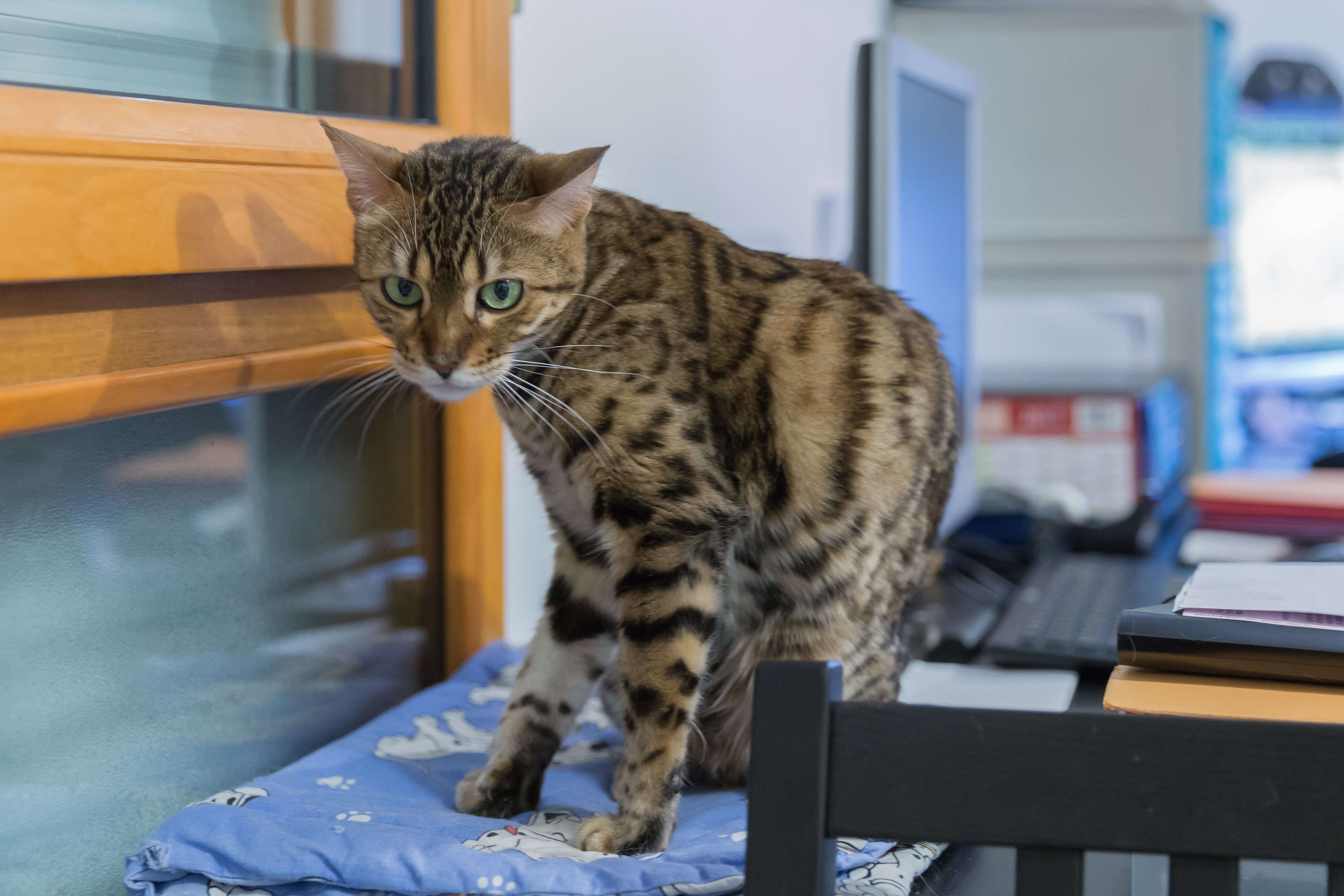

Encara que sembli sorprenent, aquest gat és un gran nedador. Aquesta qualitat, insòlita en la majoria dels gats domèstics, és una herència genètica del seu avantpassat salvatge, que es caracteritza per les seves grans qualitats de pescador i nedador.
Els trets més destacables del seu caràcter són la seva gran hiperactivitat i curiositat, igual que les seves insaciables ganes de jugar i la seva sociabilitat. Tot i això, els seus gens salvatges poden jugar una mala passada a la personalitat d'aquesta raça. L'agressivitat és la més freqüent i, a causa d'això, s'exigeix per la seva inscripció en associacions que compti almenys amb quatre generacions creuades amb gats domèstics. Malgrat això, alguns exemplars es poden mostrar inestables emocionalment.